# Reino de Capisa
O Reino de Capisa era um Estado que existiu durante a Idade Média com capital em Capisa, no atual Afeganistão. Se estendia do Indocuche no norte, Bamiã no sul, Candaar no oeste e o distrito afegão de Jalalabade no leste, compreendendo todo Coistão-Cafiristão e os dois grandes vales de Gorbande e Panjexir. Foi associado ao Reino de Cao da obra chinesa Livro de Sui.

## História

### Primeiros hunos
O xá Ciro II (r. 559–530 a.C.) do Império Aquemênida conquistou a cidade de Capisa no século VI a.C.. Com a chegada de gregos após a conquista de Alexandre, o Grande (336–323 a.C.), torna-se ponto de encontro da arte grega e indiana. Com o tempo fica sob controle de indo-citas (século II a.C.-IV d.C.) e então cuchanos (séculos I-IV). O budismo fortemente se estabelece no país e Capisa era centro de cunhagem de moedas e residência de verão do xá cuchana Canisca I (fl. século II); também era conhecida por seus vinhos. No século IV, os hunos cidaritas tomam Capisa e adjacências, mas cerca de 380 são expulsos por alconidas, que fazem de Capisa sua capital. No século VI, os nezaquidas substituem os alconidas em Capisa.

### Nezaquidas
Cerca de 632, o monge budista chinês Xuanzang peregrina para Capisa e lá descreveu o cultivo de arroz e trigo. Relata que ali havia mais de 6 000 monges de uma seita herética da escola de budismo Maaiana. Também afirmou que o rei de Capisa era devoto budista da casta xátria que todos os anos fez uma figura de prata de Buda de ca. 5,5 metros e convocou Maha Moksha Parishad no qual esmolas eram dadas aos pobres, viúvas e viúvos. Também se diz que era "de brava e intensa disposição [...] [e] seu poder se estendia para mais de 10 regiões vizinhas". Enviou, segundo Xuanzang, cavalos a Taizong de Tang. À época, Gandara, Lampaca e Nagar (Jalalabade) eram alguns dos reinos sujeitos a Capisa. Xuanzang ainda afirmou ter visto uma estupa budista que emitia uma luz brilhante.
Em 658, a corte do Império Tangue tenta incorporar Capisa em suas margens ao designá-la Xiuxian dudufu (Comando da Área Sudarcana). Garilchi, o último rei nezaquida, foi instalado no trono por influência chinesa. Em 661, um decreto da corte de Tangue anunciou que o rei de Capisa recebeu o título de junxi (supervisor militar) de "11 prefeituras" e foi feito dudu (comandante-em-chefe) do Comando da Área de Sudarcana. Essa operação indica que os Tangues viam Capisa como poderosa região e mais estrategicamente relevante do que o resto da Ásia Meridional. Entre 661 e 665, fontes chinesas e árabes muçulmanos indicam que os xaís turcos tomaram controle do Cabulistão (zona de Capisa-Cabul) e Bara Teguim transfere a capital para Cabul e torna-se xá.

### Xaís turcos e hindus

Império Sassânida de r.

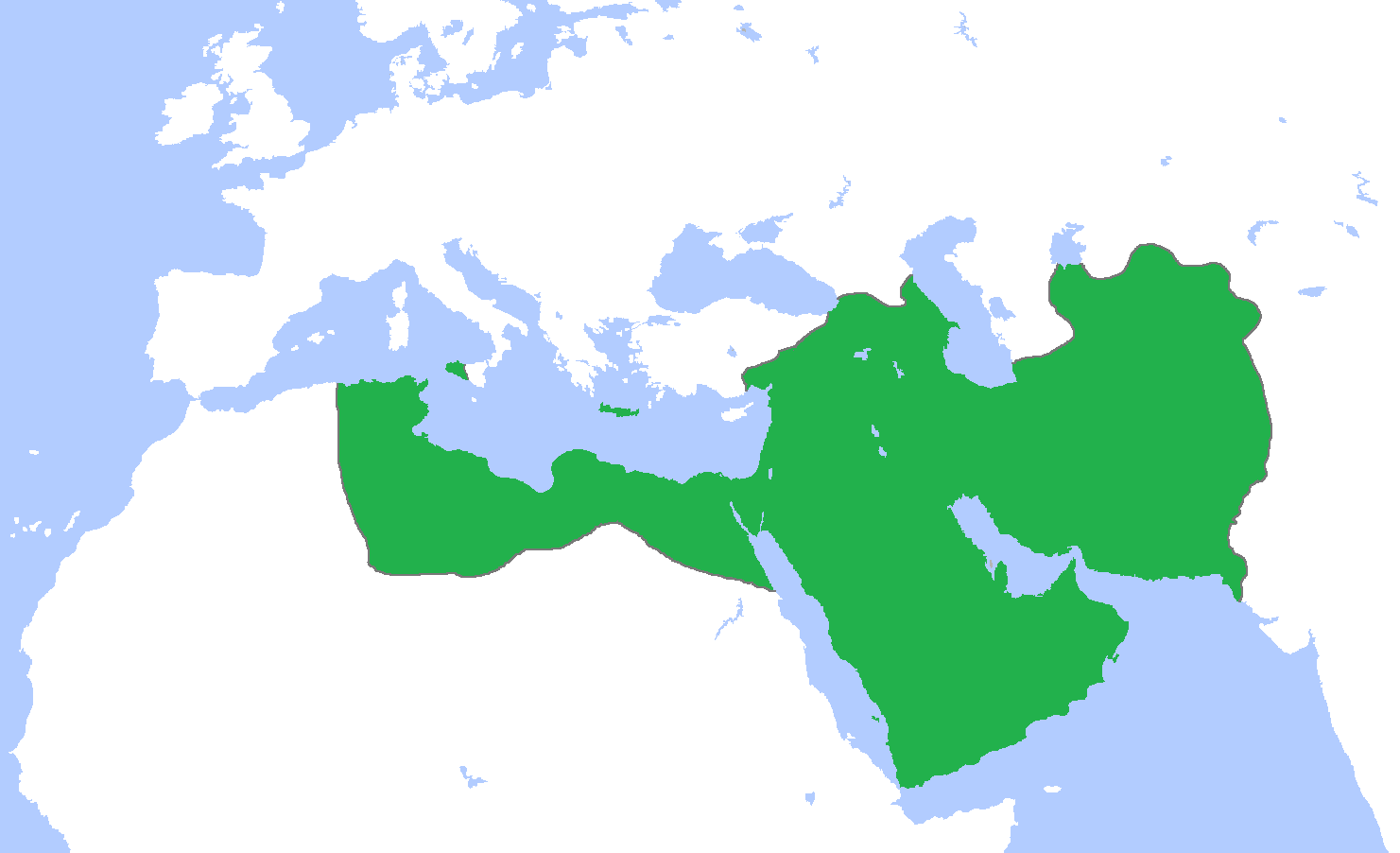
Califado Abássida ca. 850

Império Safávida

Segundo informações obtidas em obras de cronistas árabes, os jaulas (zambis) do Zabulistão tentaram dominar Capisa, mas seus reis resistiram. Detalhes da rivalidade não são registrados pelo desinteresse dos cronistas nesses assuntos. O estudioso Buddah Prakash considerou que os exércitos árabes usam isso para tentar conquistar os pequenos reinos do Punjabe; após o fim do Império Sassânida (224–651) em 651 com a conquista pelo Califado Ortodoxo (632–661) há notícias de marchas nessa direção. Já em 665, saqueiam Cabul, mas logo os turcos tomam a dianteira. Cerca de 680, sucedendo seu pai Bara, Coração Teguim Xá torna-se rei e à época seu reino compreendia Cabulistão, Gandara e Zabulistão; o último logo foi perdida quando eclode uma disputa no seio da família real e seu irmão mais velho vai àquele país e funda seu próprio reino. Apesar da cisão, os reinos mantiveram íntimo contato para confrontar seu inimigo comum, os árabes. O primeiro Rutebil (rei) do Zabulistão cai em combate contra os invasores em 683 ou 686/87 e cerca de 710 parece que Cabul toma posse temporária do país, pois tropas zabulistanesas foram recrutadas para combater os árabes.
Em 719/20, uma embaixada foi enviada pelos reis de Capisa e Zabul à China para obter reconhecimento de seus tronos do imperador Tangue. O decreto de investidura assinado pelo imperador foi enviado para esses países por mensageiro. Em 726, enquanto viajava nas terras ao sul do Indocuche, o peregrino coreano Huichao ficou algum tempo na corte de Cabul. Já idoso, em 738 Coração Teguim Xá abandona a vida pública e pede ao imperador chinês que investisse seu filho Fulin Jipo como seu sucessor. Apesar da mudança de fortuna dos reinos budistas, Fulin Jipo foi bem sucedido na luta contra os árabes. Seu filho Bo Fuzhun sucede-o em 745 e segundo fontes chinesas também foi investido como rei de Udiana (vale do Suate). A última embaixada de Cabul e Zabul à China ocorreu em 753. Pouco antes disso, o Califado Abássida derrota o Império Tangue na Batalha de Talas, privando os reinos budistas do Indocuche de seu antigo protetor.
Capisa foi saqueada em 792-793 pelos árabes em sua tentativa de conquistar a região. Em 810, apesar de aliada com a Caxemira e os chineses, Capisa capitulou aos árabes. No período Yuanhe (806–821) do Império Tangue, um monge de Capisa (Prajna) traduziu o texto budista Dasheng bensheng xindi guan jing. Em 814/815, o rei de Cabul sofreu uma pesada derrota contra as tropas do califa Almamune (r. 813–833) e foi forçado a converter-se ao islamismo. As tropas de Almamune inclusive invadiram Gandara no rio Indo. Um tributo anual de 1 500 000 dirrãs de 2 000 escravos anuais deveria ser pago ao governador abássida do Coração. Essa tensão política e econômica causa a queda dos xaís turcos, que segundo o cronista árabe Albiruni (973–1048) são extintos quando seu último líder, Lagaturmane, foi deposto por seu ministro brâmane Calar em meados do século IX. A nova dinastia reinante, os hindus xaís, mudaram o centro político de Cabul para Udabandapura em Gandara, pois oferecia mais seguridade do ataque árabe.
Cerca de 861, Iacube ibne Alaite Alçafar (r. 861–879), fundador do Império Safárida, torna-se o homem mais poderoso do Irã Oriental e seu primeiro objetivo era o Zabulistão, a quem derrota em várias campanhas em 870/871. No mesmo ano continua em direção a Cabul, onde o rei foi levado prisioneiro e seu templo sagrado foi saqueado. Em sua morte, transferiu os assuntos do governo ao vice-regente, mas parece que os hindus conseguiram retomar Cabul em 879. Ismail ibne Amade (r. 892–907) do Império Samânida repeliu os hindus cerca de 900, mas a dinastia permanece no poder em Gandara e Punjabe até o começo do século XI.